# Brisingamen

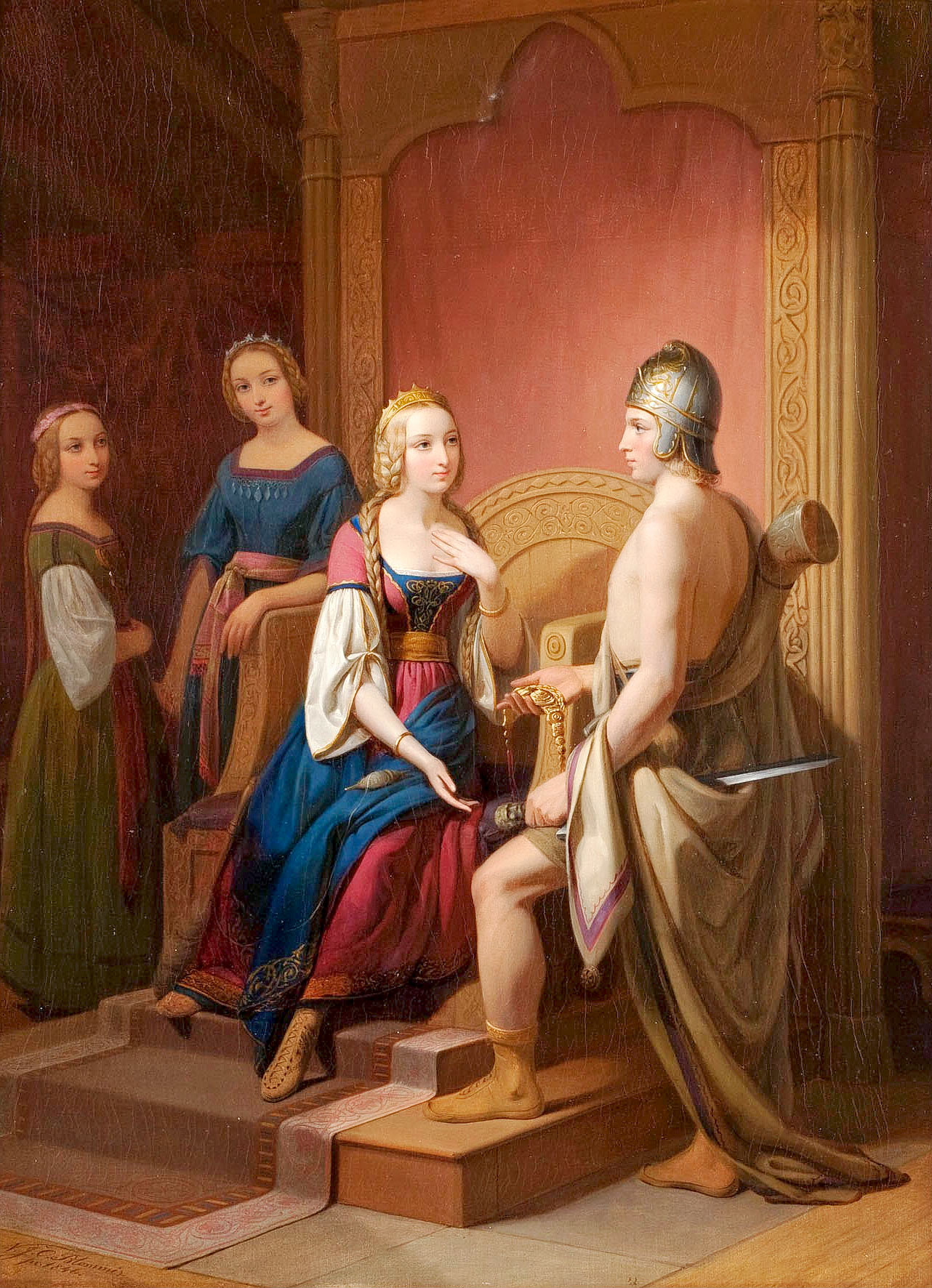
Heimdall übergibt Freyja das Brisingamen

Das Brisingamen [Edda: Brîsînga men = „Brisingorum monile“, lt. Grimm von der Wurzel mhd. brîsen = durchstechen abzuleiten] ist der Halsschmuck der nordischen Göttin Freya. Er soll aus durchbohrten Gelenken geschlungen gewesen sein. Freya bekam ihn von vier Zwergen. Loki raubte den Schmuck, dieser wurde ihm aber von Heimdall wieder abgenommen.
Über das Brisingamen ist wenig bekannt. Freya zeigte es nie dem Menschengeschlecht. Allerdings gibt es zahlreiche Nachbildungen, die von Archäologen gefunden wurden. Das Brisingamen verstärkte Freyas Zauberkräfte und war ein wichtiger Gegenstand in ihrer Magie.

## Die Sage des Brisingamen
Als vormalige Besitzer des Brisingamen werden die Brisinger (Bristlinger) genannt, deren Identität unklar ist. Dieses kostbare Halsband wurde von den vier Zwergen (Dvergr) Alfrigg, Dvalin, Grerr und Berlingr geschmiedet.
Um an Brisingamen zu gelangen, musste Freyja mit jedem der Zwerge eine Nacht verbringen. Dies missfiel Odin, weswegen er die Liebesgöttin zwang, in der Menschenwelt für Krieg zu sorgen. Vielleicht ist dies ein Hinweis auf die leidenschaftliche Seite der Liebe, wo Glück und Trauer nahe beisammenliegen – ohne Liebe kein Hass. Im Auftrag Odins raubte Loki der Freyja diesen Halsschmuck; Loki heißt darum bei Dichtern auch „Brîsîngs Þiofr“. Brisingamen wird mit der Regenbogenbrücke Bifröst in Verbindung gebracht, dem Verbindungsweg von Himmel und Erde. An Freyjas Hals wurde Brisingamen zu einem Symbol der Früchte des Himmels und der Erde. Freyja bescherte die Erde mit Schätzen, wann immer sie weinte. Wenn ihre Tränen auf Felsen auftrafen, verwandelten die sich in Gold; fielen sie ins Wasser, so wurden sie zu Bernstein. Der Brisingamen ging später in den Besitz der beiden Harlungen-Brüder Edgar und Ake. Diese Söhne des Herzogs Ake Harlungertrost wurden nach der einen Lesart von Odin selbst, nach anderer Überlieferung von ihrem Onkel Ermanarich ermordet, unter anderem dieses Besitzes wegen.
Markanten Bodenerhebungen, wie beispielsweise dem Harlunger Berg in Brandenburg an der Havel, schreibt die Sage laut dem Brandenburger Historiker Otto Tschirch zu, das Brisingamen sei in ihnen deponiert worden.
Der Brisingamen hat verwandte Vorläufer im Halsschmuck der Harmonia, einer Tochter der Aphrodite, den Hephaistos schmiedete.